# LDU Quito
Liga Deportiva Universitaria de Quito —cunoscută simplu ca LDU Quito, Liga de Quito, sau La Liga— este un club ecuadorian de fotbal din Quito. El evoluează în Serie A, eșalonul superior al fotbalului din Ecuador. Stadionul de casă al echipei este Estadio de Liga Deportiva Universitaria, poreclit și Casa Blanca. Rivalii clubului sunt echipele din Quito Aucas, Deportivo Quito, El Nacional, și Universidad Católica, și alte două din Guayaquil - Barcelona Sporting Club și Emelec.

## Lotul actual
| Nr. |           | Poziție | Jucător                                     |
| --- | --------- | ------- | ------------------------------------------- |
| 1   | Ecuador   | P       | Gonzalo Valle                               |
| 2   | Ecuador   | F       | Yeltzin Erique                              |
| 3   | Ecuador   | F       | Richard Mina                                |
| 4   | Haiti     | F       | Ricardo Adé                                 |
| 5   | Ecuador   | M       | Kevin Minda                                 |
| 6   | Ecuador   | F       | Darío Aimar                                 |
| 7   | Chile     | A       | Lautaro Pastrán (împrumutat de la Belgrano) |
| 8   | Ecuador   | F       | Carlos Gruezo (căpitan)                     |
| 9   | Argentina | A       | Lisandro Alzugaray                          |
| 11  | Ecuador   | A       | Michael Estrada                             |
| 12  | Ecuador   | P       | Alexis Villa                                |
| 14  | Ecuador   | F       | José Quintero                               |

| Nr. |          | Poziție | Jucător             |
| --- | -------- | ------- | ------------------- |
| 15  | Bolivia  | M       | Gabriel Villamíl    |
| 17  | Ecuador  | A       | Freddy Mina         |
| 19  | Paraguay | A       | Álex Arce           |
| 20  | Chile    | M       | Fernando Cornejo    |
| 22  | Ecuador  | P       | Alexander Domínguez |
| 24  | Ecuador  | A       | Alejandro Cabeza    |
| 25  | Ecuador  | M       | Madison Julio       |
| 29  | Ecuador  | A       | Bryan Ramírez       |
| 30  | Uruguay  | F       | Gian Franco Allala  |
| 31  | Ecuador  | F       | Daniel de la Cruz   |
| 32  | Ecuador  | M       | Juan Rodríguez      |
| 33  | Ecuador  | F       | Leonel Quiñónez     |

## Statistici
| Competiția          | Part | Pld  | W   | D   | L   | GF   | GA   | GD   | Pts  | Eff    | Campion | Vicecampion | Note                        |
| ------------------- | ---- | ---- | --- | --- | --- | ---- | ---- | ---- | ---- | ------ | ------- | ----------- | --------------------------- |
| Serie A             | 52   | 1777 | 754 | 487 | 536 | 2713 | 2069 | +644 | 2749 | 51.57% | 10      | 3           | 4th all-time                |
| Copa Libertadores   | 16   | 131  | 50  | 30  | 51  | 186  | 180  | +6   | 180  | 45.80% | 1       | 0           | Best: Champion (2008)       |
| Copa Sudamericana   | 8    | 50   | 22  | 11  | 17  | 83   | 63   | +20  | 77   | 51.33% | 1       | 1           | Best: Champion (2009)       |
| Recopa Sudamericana | 2    | 4    | 3   | 1   | 0   | 6    | 1    | +5   | 10   | 83.33% | 2       | 0           | Best: Champion (2009, 2010) |
| FIFA Club World Cup | 1    | 2    | 1   | 0   | 1   | 2    | 1    | +1   | 3    | 50.00% | 0       | 1           | Best: Runner-up (2008)      |
| Copa Suruga Bank    | 1    | 1    | 0   | 1   | 0   | 2    | 2    | 0    | 1    | 33.33% | 0       | 1           | Best: Runner-up (2010)      |
| Copa CONMEBOL       | 1    | 4    | 2   | 1   | 1   | 8    | 7    | +1   | 7    | 58.33% | 0       | 0           | Best: Quarterfinals (1998)  |